# Kačerov (métro de Prague)
Kačerov est une station de métro à Prague, en Tchéquie. Située sur la ligne C du métro de Prague entre Budějovická et Roztyly, elle est ouverte depuis le 9 mai 1974.